# Quercus paxtalensis
Quercus paxtalensis — вид дубів, що росте в Мексиці.

## Морфологічна характеристика
Дерево 7–20(30) метрів у висоту. Листки 8–16 × 2.8–5 см, від ланцетних до вузько-еліптичних, іноді довгасті, часто асиметричні біля основи, вічнозелені, шкірясті, голі, ланцетні; верхівка від гострої до загостреної, зі щетинками; основа клиноподібна чи зрізана; край плоский, з 7–11 парами зубців; верх блискучий, безволосий; низ менш блискучий, голий чи рідко з ніжними, пучковими трихомами в пазухах жилок; ніжка листка 2–4 мм, гола. Жолудь завдовжки 12–17 мм, 10–12 мм у діаметрі, яйцювато-циліндричний, поодинокий чи парні, закритий на 1/3 чашечкою; дозрівання протягом 1 року в серпні-жовтні.

## Поширення
Зростає в Мексиці (Веракрус, Оахака, Ідальго, Чьяпас). Цей вид рідко зустрічається в хмарних лісах, але також зустрічається в дубових, хвойних і сухих тропічних лісах. Росте на висотах 1100–1800 метрів.

## Загрози й охорона
Ареал і середовище проживання цього виду скорочуються через часті пожежі, випасання та лісові вирубки. Цей вид зустрічається в Reserva de la Biosfera El Triunfo, Чьяпас, Мексика.